# Єгор Шип
Єгор Володимирович Кораблін, більш відомий як Єгор Шип, — російський відеоблогер (тіктокер), музичний виконавець.

## Біографія
Народився 18 лютого 2002 року в Москві.
Навчався в Академії популярної музики Ігоря Крутого. У 2018 році разом з Дмитром Губернієвим, Олімпіадою Тетич та іншою студенткою цієї академії — Милою Шевич — вів в окупованому Артеку фінал російського національного відбіркового туру «Дитячого Євробачення». Також вів телепроєкт «Супер Діти Fest» на каналі НТВ.
10 років займався футболом, але у 2019 році кинув.
У 2019 році почав кар'єру відеоблогера, знімаючись на каналі Єгора Декстера в ролі «багатого школяра». Кожен випуск проходив за схожим, написаним двома Єгорами заздалегідь сценарієм: до Єгора Шипа або якого-небудь іншого школяра приходили в гості, і той демонстрував свої шикарні автомобілі та будинок. У реальності ж все це орендувалося на час зйомок. «У цьому шоу було все неправда, але всі нас вважали якимись зажратими чуваками», розповідає Шип.
Потім, у серпні відкрив на «Ютюбі» вже свій власний канал. Серед тем його відеороликів були сценки з власного життя, бекстейджі, челленджі, пранки. Вже за перший рік з невеликим на його канал підписалося майже два мільйони людей. Крім того, Єгор співпрацював у ютюбером Пашею Дворецьким, знімаючись в пранках на Пашиному каналі «Більше-менше».
У 2020 році співзаснував будинок тік-токерів Hype House Rus, але незабаром був виключений за порушення умов перебування. Потім заснував Freedom Team House, але, за деякими даними, сам пішов звідти.

Навесні почав музичну кар'єру, випустивши трек «Fake Love». 
В кінці червня вийшов трек «Як твої справи?», а 1 липня кліп. Єгор присвятив цю пісню Валі Карнавал.
Наприкінці липня був представлений дует з Мією Бойкою під назвою «Пікачу», яка досягла 1-го місця в опублікованому порталом TopHit чарті найпопулярніших музичних відео на «YouTube» і 2-го місця у зведеному чарті Top Radio & YouTube Hits. Знятий всього за 50 тисяч рублів (приблизно 18 700 грн станом на 2021 рік) кліп користується великою популярністю на «Ютюбі».
13 серпня був випущений трек з Пашею Лімом під назвою «Gameboy».
17 вересня виходить сольна пісня «Не сумуй». Преса побачила в кліпі до неї відсилання до Валі Карнавал, з якою Єгор за чутками якийсь час зустрічався, але потім посварився.
9 жовтня вийшов спільний трек з Ганвестом «Безалкогольне вино». У той же день на нього вийшов кліп.
12 листопада виходить фіт з Русом «Не закохаюся».
2 грудня вийшов сольний трек під назвою «Невидимка», а 8 грудня кліп.

## Особисте життя
Зустрічався з Валею Карнавал, але пара розлучилася. Також йому приписують роман з тіктокершею Сонею Sleepy Princess.

## Дискографія

### Сингли
| Рік  | Назва                                     | Чарти                           | Чарти                   | Примітки                      |
| Рік  | Назва                                     | СНД                             | СНД                     | Примітки                      |
| Рік  | Назва                                     | TopHit Top Radio & YouTube Hits | TopHit Top Hits YouTube | Примітки                      |
| ---- | ----------------------------------------- | ------------------------------- | ----------------------- | ----------------------------- |
| 2020 | «Fake Love»                               |                                 |                         | цифровий сингл, 23 кві. 2020  |
| 2020 | «DIOR»                                    | 66                              | 14                      | цифровий сингл, 28 трав. 2020 |
| 2020 | «Dior» (DJ Nejtrino & DJ Baur Remix)      |                                 |                         | цифровий сингл, 9 черв. 2020  |
| 2020 | «Як твої справи?»                         |                                 |                         | цифровий сингл, 30 черв. 2020 |
| 2020 | «Пікачу» (Mia Boyka & ЄГОР ШИП)           | 2                               | 1                       | цифровий сингл, 30 лип. 2020  |
| 2020 | «Хлопчик» (Remix) (Pasha Leem & ЄГОР ШИП) |                                 |                         | цифровий сингл, 13 сер. 2020  |
| 2020 | «Не сумуй»                                |                                 |                         | цифровий сингл, 17 сер. 2020  |
| 2020 | «Безалкогольне вино» (ЄГОР ШИП & Ганвест) |                                 |                         | цифровий сингл, 9 жовт. 2020  |
| 2020 | «Не закохаюся» (RUS & ЄГОР ШИП)           |                                 |                         | цифровий сингл, 12 лис. 2020  |
| 2020 | «Невидимка»                               |                                 |                         | цифровий сингл, 2 груд. 2020  |
| 2021 | «Наруто» (Mia Boyka & ЕГОР ШИП)           |                                 |                         | цифровий сингл, 4 бер. 2021   |
| 2021 | «Baby»                                    |                                 |                         | цифровий сингл, 31 бер. 2021  |
| 2021 | «Кис кис»                                 |                                 |                         | цифровий сингл, 13 трав. 2021 |
| 2021 | «18 мне уже»                              |                                 |                         | цифровий сингл, 23 черв. 2021 |
| 2021 | «Очі ліхтарі»                             |                                 |                         | цифровий сингл, 17 сер. 2021  |